# La Higuera
La Higuera (în traducere din spaniolă, „Smochinul”) este un sat din Bolivia, aflat în provincia Vallegrande, din departamentul Santa Cruz. Se află situat în cantonul La Higuera din cadrul comunei Pucará.

## Geografie
Satul se află la circa 150 km sud-vest de Santa Cruz de la Sierra. La Higuera se află la o altitudine de 1950 m. Populația sa (conform recensământului din 2001) este de 119 locuitori, în principal etnici guarani indigeni.

## Istorie
La 8 octombrie 1967, revoluționarul marxist argentinian Che Guevara a fost capturat de armata boliviană asistată de CIA în apropiere de sat, în râpa Quebrada del Churo, și campania sa pentru declanșarea unei revoluții continentale în America de Sud a luat sfârșit. Che Guevara a fost ținut în școala din sat, unde a fost ucis a doua zi. Rămășițele sale au fost aduse apoi la Vallegrande, unde au fost expuse și apoi înmormântate în secret sub un aerodrom.
Un monument în memoria lui „El Che” și memorialul din fosta școală au devenit atracții turistice regionale. La Higuera este una din opririle de pe „Ruta del Che” („Drumul lui Che”), drum turistic inaugurat în 2004.